# John Morton (pilote automobile)
Pour les articles homonymes, voir John Morton et Morton.
John Morton, né le 17 février 1942 à Waukegan, dans la banlieue nord de Chicago (Illinois), est un pilote automobile américain sur circuits à bord de voitures de sport, type Grand Tourisme et Tourisme essentiellement.

## Biographie
Son activité au volant en compétition couvre une quarantaine d'années, entre 1963 (en championnat SCCA SportsCars de Division sur Lotus Super Seven, acquise avec ses économies en travaillant alors dans le magasin de Carroll Shelby) et 2002 (en American Le Mans Series et Rolex Sports Car Series sur Porsche 996 GT3-RS).
Il court plusieurs courses pour le Shelby American Racing en 1964, obtenant une victoire de catégorie GT aux 500 miles Road America avec Ken Miles et Skip Scott.
En 1970, il remporte trois victoires dans le championnat National Sport SCCA, en Ontario, à Phoenix et à Road Atlanta, avant d'obtenir une douzaine de succès en Trans-Am Series durant les deux saisons suivantes.
En 1975, il travaille sur les films Gumball Rally et Greased Lightning, faisant aussi quelques apparitions dans des shows télévisés US.
Il participe à neuf reprises aux 24 Heures du Mans entre 1979 et 1998, terminant quatre fois dans les dix premiers, en obtenant une troisième place en 1986 pour Joest Racing sur Porsche 956 B, et une cinquième en 1994 sur Nissan 300ZX.
Il effectue aussi quelques course en Formule 5000 entre 1972 et 1976, puis en CART entre 1984 et 1986.
La majorité de ses trophées a été acquise grâce à des voitures du constructeur nippon Nissan.
Durant la seconde moitié des années 2000, il se consacre désormais à des courses de type Historic (VHC).

## Palmarès

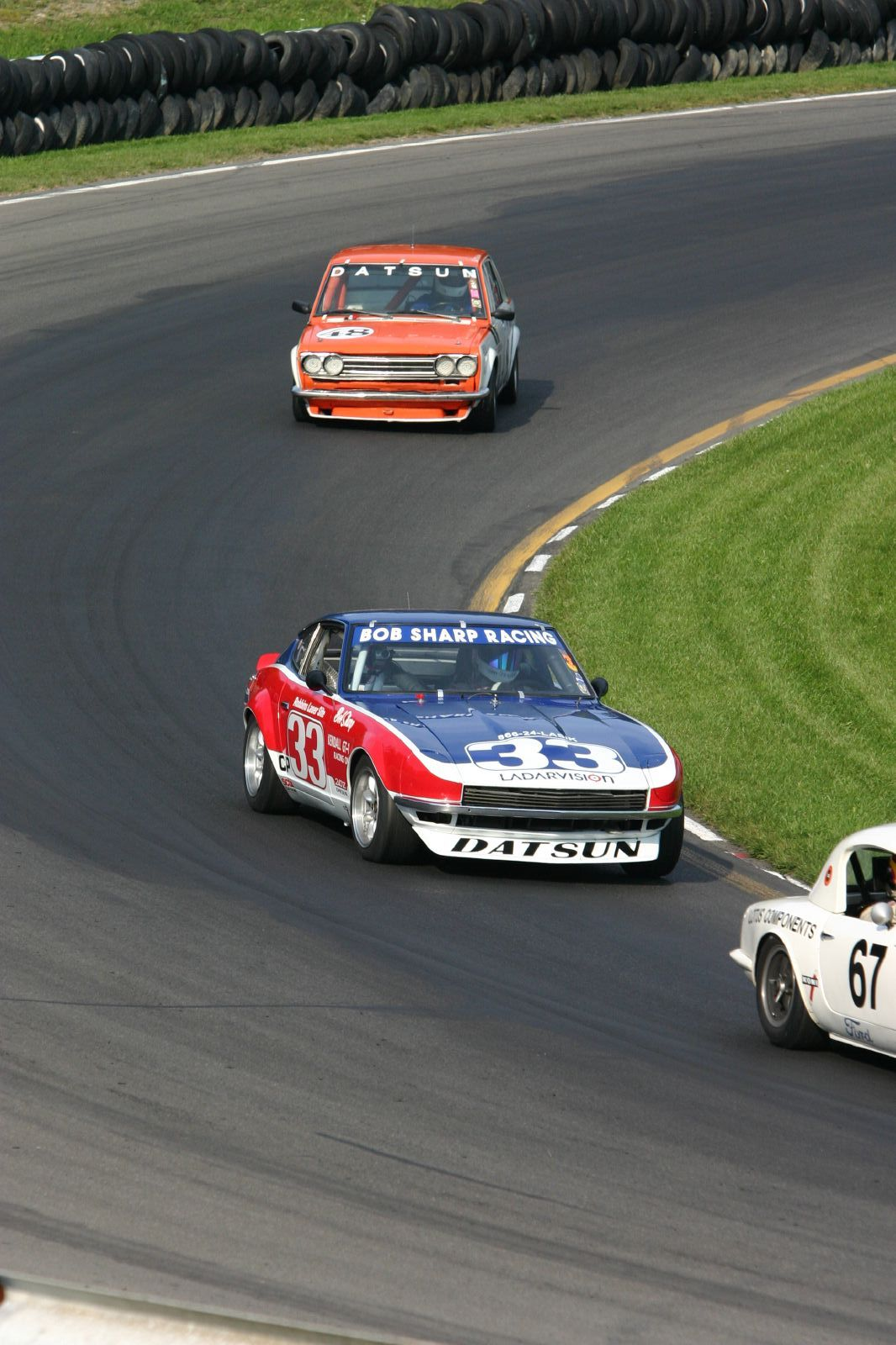
Deux Datsun construites en 1970, versions 240Z et 510.

### Titres
- Champion SCCA National C Production 1970 et 1971, sur Datsun 240Z du team Brock Racing Enterprises;
- Champion <2.5-Litre 1971 et 1972 en Trans-Am Series, sur Datsun 510 du team Brock Racing Enterprises;
  - vice-champion IMSA GTP 1988 (derrière Geoff Brabham, son coéquipier chez Electramotive Engineering);

## Victoires notables

### Trans-Am Series
- 1971: Mid-Ohio, Edmonton, Donnybrooke, Road America, Olathe et Riverside;
- 1972: Bryar, Road America, Road Atlanta, Portland, Laguna Seca et Riversde;

### Autres
- American Road Race of Champions (pour classe CP) 1971(à Road Atlanta sur Datsun 240Z);
- 24 Heures du Mans 1982, catégorie C2 (avec John O'Steen et Yoshimi Katayama sur Lola T616-Mazda 13B 1.3L 2- Rotor, 10e au général);
- Grand Prix du Los Angeles Times 1985 et 1987 (dont Hurley Haywood la deuxième fois, sur Porsche 962 puis Jaguar XJR-7);
- 600 kilomètres de Riverside 1985 (avec Pete Halsmers sur Porsche 962);
- 500 kilomètres de Riverside 1987 (avec Hurley Haywood sur Jaguar XJR-7 pour le Group 44);
- 3 Heures de West Palm Beach 1987 (avec Hurley Haywood sur Jaguar XJR-7 pour le Group 44);
- 500 kilomètres Road Atlanta 1988 (avec Geoff Brabham sur Nissan GTP ZX-Turbo);
- 3 Heures de West Palm Beach 1988 (avec Geoff Brabham sur Nissan GTP ZX-Turbo);
- 500 kilomètres de Watkins Glen 1988 (avec Geoff Brabham sur Nissan GTP ZX-Turbo);
- 500 kilomètres Road America 1988 (avec Geoff Brabham sur Nissan GTP ZX-Turbo);
- Challenge de Tampa 1988 (au Florida State Fairgrounds sur Nissan GTP ZX-Turbo);
- 12 Heures de Sebring 1994 (avec Johnny O'Connell et Steve Millen sur Nissan 300ZX Turbo);
- 24 Heures du Mans 1994, catégorie IMSA/GTS (avec Johnny O'Connell et Steve Millen sur Nissan 300ZX Turbo);

### Podiums notables
- 2e des 24 Heures de Daytona 1979 (avec Tony Adamowicz sur Ferrari 365 GTB/4; 5e en 1998);
- 2e des 12 Heures de Sebring 1986 (Jan Lammers et Derek Warwick sur Porsche 962).